# ヘナン・マルチンス・ペレイラ
ヘナンジーニョ（Renanzinho）ことヘナン・マルチンス・ペレイラ（ポルトガル語: Renan Martins Pereira、1997年9月19日 - 2017年12月21日）は、ブラジルの元サッカー選手。ポジションはMF。

## クラブ歴
ロンドニア州アリケメスに生まれ、アヴァイFCの下部組織に在籍した。2015年3月4日のカンピオナート・カタリネンセでヘナン・オリヴェイラに代わって途中出場し選手初出場。ジウソン・クレイナ監督によってトップチームに昇格した。5月11日にはカンピオナート・ブラジレイロ・セリエAでスターティングメンバーに名を連ねて全国1部初出場。7月5日には初得点を記録したが、同月に禁止薬物のオクトパミンの陽性反応が確認され、1ヶ月の出場停止処分を課された。
翌年11月には脳腫瘍と診断され、治療に専念する事となったが、アヴァイは2018年までの契約を破棄せずに履行した。しかしその甲斐虚しく2017年12月21日に脳腫瘍が原因の合併症のため逝去した。

## 家族
父のエジソン・ペレイラも元サッカー選手。弟のルアンジーニョもサッカー選手。